# Laomedeia (maan)
Laomedeia is een maan van Neptunus ontdekt door M. Holman op 13 augustus 2002. De maan is ongeveer 42 kilometer in doorsnede en draait in een baan met straal van 23.571.000 km om Neptunus in 3167,85 dagen. Deze maan heeft een albedo van 0,04.
De maan is ook wel bekend onder de aanduiding Neptunus XII. De tijdelijke aanduiding voordat de definitieve naam werd toegekend was S/2002 N 3
Triton · Naiad · Thalassa  · Despina · Nereïde · Galatea · Larissa · Proteus · Halimede · Sao · Hippocampus · Laomedeia · Psamathe · Neso